# 大花委陵菜
大花委陵菜（学名：Potentilla macrosepala）为蔷薇科委陵菜属的植物，为中国的特有植物。分布在中国大陆的云南、西藏等地，生长于海拔3,500米至4,100米的地区，多生长在山坡草地，目前尚未由人工引种栽培。